# Richard Thomas Baker

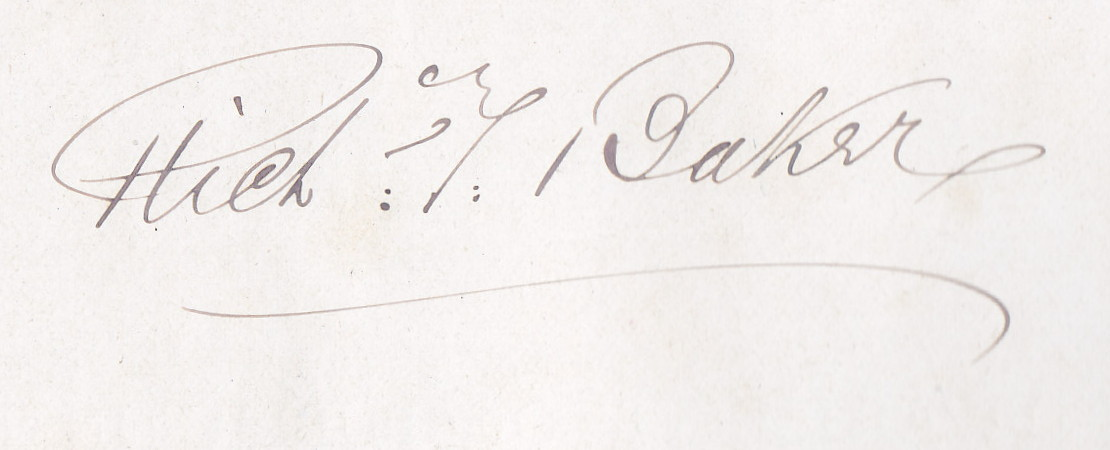
Unterschrift von Richard T. Baler

Richard Thomas Baker (* 1. Dezember 1854 in Woolwich, Vereinigtes Königreich; † 14. Juli 1941 in Cheltenham bei Sydney, New South Wales) war ein britisch-australischer Botaniker, Museumskurator und Lehrer. Sein botanisches Autorenkürzel lautet „R.T.Baker“.

## Frühe Jahre
Richard Thomas Baker (jun.) wurde in Woolwich als Sohn des Schmiedes Richard Thomas Baker (sen.) und seiner Frau Sarah, geborene Colkett, geboren. Er besuchte die „Woolwich National School“ und die „Peterborough Training Institution“. Nach deren Abschluss erhielt er wissenschaftliche und künstlerische Zertifikate des South Kensington Museum.

## Berufsleben
1875 wurde er als „Senior Assistant Master“ (Hilfslehrer) beim „School Board for London“ angestellt, kündigte dort aber 1879 wieder, um nach Australien auszuwandern.
Im September 1879 kam Baker in Australien an und unterrichtete ab Juni 1880 als Lehrer für Wissenschaften und Kunst am Newington College in Sydney.
Am 15. Januar 1888 wurde Baker zum stellvertretenden Kurator des Technischen Museums in Sydney unter Joseph Maiden ernannt, und 1901 folgte er Maiden als Kurator und Botaniker nach. Er veröffentlichte etliche Werke der ökonomischen Botanik und Kunst. Am 30. Juni 1921 wurde Baker pensioniert.
Von 1913 bis 1925 hielt Baker Vorlesungen über Forstwirtschaft an der University of Sydney.

## Tod
Am 14. Juli 1941 starb Baker in Cheltenham im Alter von 87 Jahren. Er liegt auf dem „Rockwood Cemetery“ in Sydney begraben.

## Gesellschaftliches Engagement
Baker war Mitglied der „Royal and Linnean Societies of New South Wales“ und veröffentlichte in deren Journalen Beschreibungen von über 100 Pflanzenarten. 1897 bis 1922 war er Mitglied der „Linnean Society of London“. Baker sammelte altes und zeitgenössisches Porzellan und wurde 1938 Mitglied der „Royal Australian Historical Society“.

## Veröffentlichungen
1902 veröffentlichte Baker zusammen mit Henry George Smith (1852–1924) sein Werk „A Research on the Eucalypts especially in regard to their essential oils“, von dem 1920 eine zweite, erweiterte Auflage herauskam.
1908 veröffentlichte Baker ein kleines Buch mit dem Titel „Building and Ornamental Stones of New South Wales“ und 1910 – wiederum zusammen mit Henry Smith – „A Research on the Pines of Australia“. 1913 erschien „Cabinet Timbers of Australia“ und 1915 zwei weitere Bände von „Building and Ornamental Stones of New South Wales“ sowie „Australian Flora in Applied Art“. 1919 veröffentlichte Baker das reich illustrierte Werk „The Hardwoods of Australia and their Economics“. 1924 erschien das erneut zusammen mit Henry Smith erarbeitete Werk „Woodfibres of Some Australian Timbers“.

## Ehrungen
1921 erhielt Richard Thomas Baker die „von-Mueller-Medaille“ der Australian and New Zealand Association for the Advancement of Science und 1922 die Clarke-Medaille der Royal Society of New South Wales.

## Werke (Auswahl)
- mit H. G. Smith: A research on the pines of Australia. Sydney 1910 doi:10.5962/bhl.title.50111
- mit H. G. Smith: A research on the eucalypts of Tasmania and their essential oils. Hobart 1912 doi:10.5962/bhl.title.17967
- Cabinet timbers of Australia. Sydney 1913 doi:10.5962/bhl.title.17315 doi:10.5962/bhl.title.45230
- The Australian flora in applied art. Part I. The Waratah. Sidney 1915 doi:10.5962/bhl.title.7620
- mit H. G. Smith: A research on the eucalypts, especially in regard to their essential oils. 2. Auflage, Sydney 1920 doi:10.5962/bhl.title.22539